# Мирне (Молодогвардійська міська громада)
Мирне (до 1958 року — смт шахти № 12) — селище в Україні, у Молодогвардійській міській громаді Луганського району Луганської області. З 2014 року є окупованим.

## Географія
Географічні координати: 48°17' пн. ш. 39°39' сх. д. Часовий пояс — UTC+2. Загальна площа селища — 11,97 км².
Селище розташоване у східній частині Донбасу за 5 км від селища Талове.

## Історія
Засноване селище у 1920 році. Перша назва — селище шахти № 12.
Статус селища міського типу Мирне отримало у 1938 році.

## Населення
За даними перепису 2001 року населення смт становило 471 особу, з них 7,43% зазначили рідною мову українську, 92,14% — російську, а 0,43% — іншу.